# Baviera-Munique
A Baviera-Munique foi um ducado constituinte do Sacro Império Romano-Germânico de 1392 a 1505.

## História
Após a morte de Estêvão II da Baviera, seus filhos Estêvão III, João II e Frederico governaram o ducado da Baviera-Landshut em conjunto. Após 17 anos, os irmãos decidiram formalmente dividir as suas terras. João II recebeu a Baviera-Munique, Estêvão III ficou com a Baviera-Ingolstadt, e Frederico manteve o que sobrou da Baviera-Landshut. Em 1429, porções da Baviera-Straubing, incluindo a própria cidade de Straubing, foram anexadas à Baviera-Munique. O ducado existiu por pouco mais de 100 anos, até que Alberto IV da Baviera unificou toda a região da Baviera novamente.  

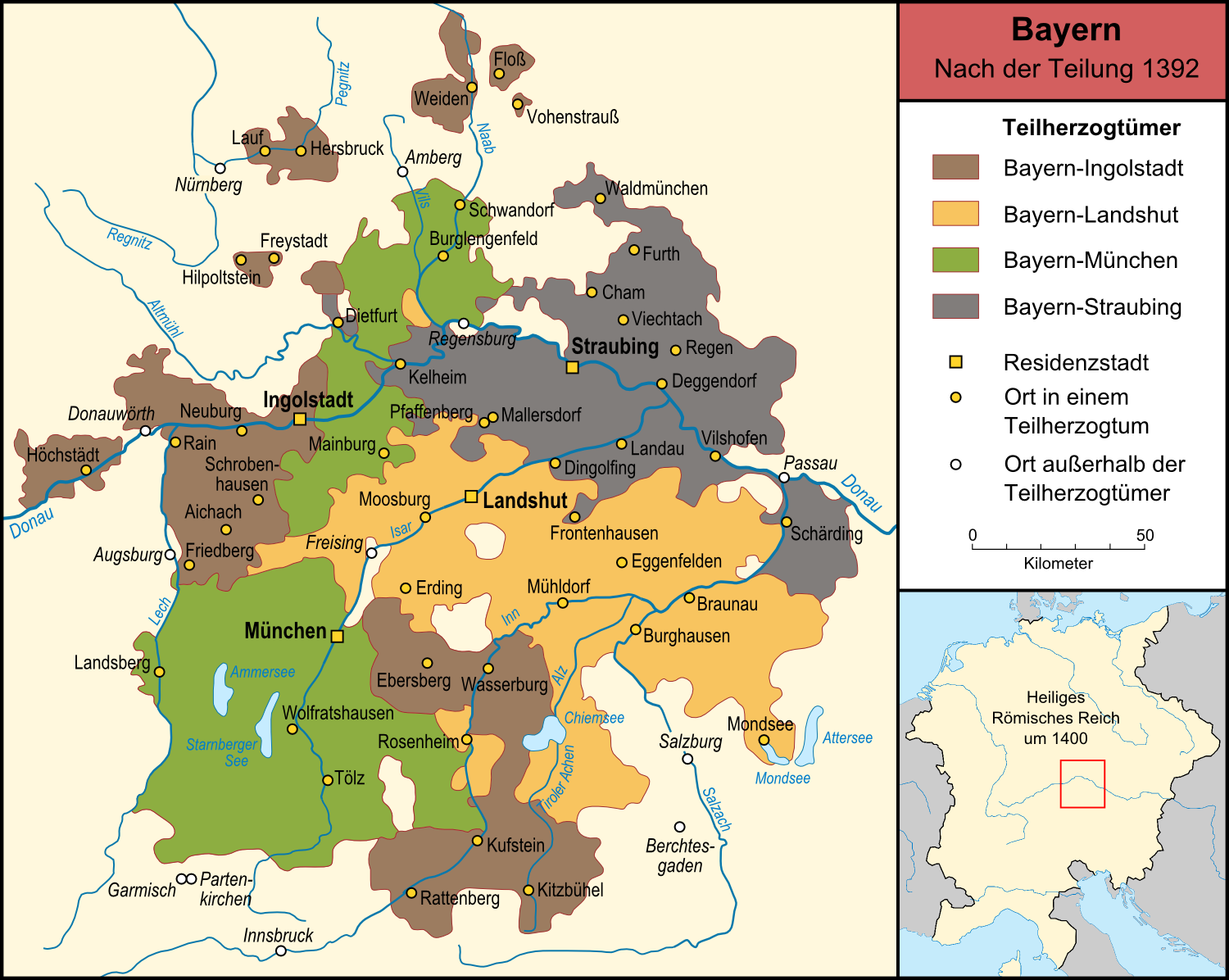
Baviera-Munique (verde), próxima à Baviera-Landshut (laranja), Baviera-Ingolstadt (marrom) e a Baviera-Straubing (cinza).

## Lista de Duques
- 1392-1397: João II, Estêvão III e Frederico;
- 1397-1435: Ernesto e Guilherme III
- 1435-1438: Ernesto;
- 1438-1460: Alberto III;
- 1460-1463: João IV e Sigismundo;
- 1463-1465: Sigismundo;
- 1465-1467: Sigismundo e Alberto IV;
- 1467-1508: Alberto IV (até a reunificação de toda a Baviera)